# Puerta del Sol (monument i Spanien, Extremadura)
Puerta del Sol är ett monument i Spanien.   Det ligger i provinsen Provincia de Cáceres och regionen Extremadura, i den centrala delen av landet, 210 km väster om huvudstaden Madrid. Puerta del Sol ligger 359 meter över havet.
Terrängen runt Puerta del Sol är kuperad åt nordost, men åt sydväst är den platt. Runt Puerta del Sol är det glesbefolkat, med 10 invånare per kvadratkilometer. Närmaste större samhälle är Plasencia, 0,19 km nordväst om Puerta del Sol. Omgivningarna runt Puerta del Sol är huvudsakligen savann.